# Заместительная терапия бупренорфином
Заместительная терапия бупренорфином — терапия наркомании, вызванной употреблением опиоидов (например, героина), путём регулярного назначения бупренорфина взамен употребляемого пациентом наркотика. В последнее время бупренорфин быстро становится наиболее значимым средством заместительной терапии опиоидной наркомании. Иногда бупренорфин называют почти идеальным средством лечения опиоидной зависимости. В 2005 году ВОЗ включила бупренорфин и метадон в список «основных лекарственных средств», применение которых считается наиболее эффективным, оправданным и безопасным при опиоидной зависимости.

## Основные свойства и эффекты
Бупренорфин представляет собой полусинтетический опиоид и мощное обезболивающее. Синтезируется из опиумного алкалоида тебаина. Препарат является частичным агонистом μ-опиоидных рецепторов и антагонистом κ-опиоидных рецепторов.
Метадон и бупренорфин обладают равной клинической эффективностью, однако существуют дополнительные факторы, свидетельствующие в пользу применения бупренорфина: к ним относятся, в частности, меньший риск побочных эффектов и передозировки по сравнению с метадоном, а также более низкая смертность. Бупренорфин более удобно, чем другие препараты для заместительной терапии, применять в условиях первичной медицинской помощи (требуется менее строгий контроль, чем при заместительной терапии метадоном); приём бупренорфина более удобен (обычно принимается в виде таблетки, рассасываемой под языком). Препарат имеет длительный период полувыведения, что даёт возможность принимать его ежедневно или реже; как правило, принимается раз в день.
Бупренорфину присущ меньший, чем у метадона, наркогенный потенциал, и он в меньшей мере может вызывать эйфорию. Являясь частичным агонистом, может облегчить переход от полных агонистов (прежде всего героина) к антагонистам опиоидных рецепторов и полному воздержанию от применения психоактивных веществ. Клинические наблюдения показывают, что суточная доза бупренорфина имеет тенденцию к снижению, а не к увеличению после того, как пациент проходил лечение на протяжении определённого периода времени.
Бупренорфин обладает высоким профилем клинической безопасности. К его преимуществам как парциального опиоидного агониста относятся умеренные (в сравнении с морфином и другими полными μ-агонистами) эффекты со стороны дыхательной системы, менее выраженный наркогенный эффект, замедленное развитие толерантности, отсутствие значимого влияния на гемодинамику, невысокая способность подавлять моторику кишечника. В отличие от метадона, не вызывает удлинения интервала QT — побочного эффекта, который может привести к опасным сердечным аритмиям. С меньшей вероятностью, чем метадон, вызывает эректильную дисфункцию. Пациенты, получающие бупренорфин, показывают лучшие результаты по когнитивным и психомоторным тестам, чем пациенты, получающие метадон, а когнитивные расстройства, вызванные одновременным приёмом бензодиазепинов и бупренорфина, менее выражены, чем при одновременном приёме бензодиазепинов и метадона.
В целом бупренорфин меньше взаимодействует с лекарствами, чем метадон. В частности, достоинством бупренорфина является низкий риск лекарственных взаимодействий с противовирусными средствами, используемыми при лечении ВИЧ / СПИДа.
В отличие от метадона, доза бупренорфина может быть быстро скорректирована с минимальным риском возникновения тяжёлых последствий.
Все новорождённые, подвергшиеся воздействию бупренорфина, должны наблюдаться на предмет возникновения неонатального абстинентного синдрома. Исследования показали, что в случае приёма бупренорфина беременной женщиной неонатальный абстинентный синдром протекает легче и длится меньше, чем в случае приёма беременной женщиной метадона.
По данным когортного исследования в Великобритании, охватившего 11 033 участника, заместительная терапия бупренорфином связана с более низким риском смертности от самых разных причин, в частности отравлений, чем заместительная терапия метадоном.
Бупренорфину присущ антидепрессивный и противотревожный эффект, что является значимым при его назначении лицам с опиоидной зависимостью, так как у многих из них имеются расстройства настроения и тревожные расстройства. Впрочем, противотревожный и антидепрессивный эффект бупренорфин проявляет уже в дозировках, в десять раз меньших, чем те, что используются при лечении опиоидной зависимости. Эффективное лечение сопутствующих психических расстройств у наркозависимых пациентов полезно не только само по себе, но и в плане приверженности пациентов лечению наркозависимости: если пациенты чувствуют себя лучше (менее подавлены или менее тревожны) и если они связывают это улучшение с приёмом препарата, они испытывают больше желания продолжить лечение. По-видимому, это одна из причин, по которой бупренорфин в сочетании с налтрексоном оказывается эффективней при лечении опиоидной зависимости (большее количество пациентов завершают исследование), чем налтрексон без бупренорфина.
При всех своих преимуществах бупренорфин, тем не менее, всё же является опиоидом, и поэтому ему присущ потенциал злоупотребления, хотя и более низкий, чем при заместительной терапии другими опиоидами. Чаще всего не вызывает клинически значимой физической зависимости, хотя длительное введение высоких доз бупренорфина (включая те, которые используются для лечения опиоидной зависимости) может привести к физической зависимости и симптомам отмены, если лечение резко прекращается; однако эти симптомы обычно выражены слабее, чем при прекращении приёма полных агонистов, и развиваются относительно медленно.
Для предотвращения симптомов отмены бупренорфин следует отменять постепенно, и решение о прекращении терапии бупренорфином нужно принимать после длительного периода заместительной терапии как часть комплексного плана лечения. В каждом случае вопрос, насколько долгим может быть лечение бупренорфином, решается индивидуально; важно учитывать, насколько врач и пациент могут быть уверены в том, что лекарство больше не требуется. Этот вопрос связан не только с тем, отказался ли пациент полностью от употребления запрещённых опиоидов, но и со степенью стабилизации жизни пациента в плане здоровья, ухода за собой, личностных взаимоотношений, трудовой занятости и улучшения в других социальных сферах.

## История
В течение четырёх десятилетий для заместительной терапии опиоидной зависимости был доступен метадон, но его применение строго регламентировано. Попытки использовать неопиоидную фармакотерапию, в частности антагонист опиоидных рецепторов налтрексон, а также применяемый для этой цели офф-лейбл гипотензивный препарат клонидин, оказались в основном безуспешными.
Бупренорфин многие годы применялся во многих странах мира в качестве анальгетика — в частности, он был доступен в США в виде парентеральных препаратов для лечения острой послеоперационной боли. В конце 1970-х годов Jasinski и его коллеги предположили, что свойства бупренорфина могут быть полезны для лечения опиоидной зависимости, благодаря тому что он сочетает клинические характеристики агониста опиоидных рецепторов метадона и антагониста налтрексона.
Ранние клинические исследования, проведённые Jasinski и его коллегами, доказали способность бупренорфина заменять морфин и подавлять абстинентный синдром, вызванный опиатами (в том числе героином), вызывая при этом лишь лёгкий собственный синдром отмены. В начале 1980-х Mello и Mendelson провели серию лабораторных исследований, показавших, что лица с наркоманией, получающие бупренорфин, снизили потребление героина. Последующая серия контролируемых клинических испытаний, сравнивавших бупренорфин с метадоном и бупренорфин с плацебо, а также различные исследования диапазона доз бупренорфина подтвердили его безопасность и эффективность, что привело к одобрению бупренорфина FDA и принятию в США в 2000 году Закона о лечении наркозависимости. Благодаря этому закону бупренорфин стал первым опиоидным препаратом, доступным врачам для лечения опиоидной зависимости в частных медицинских учреждениях.

## Применение в разных странах
В качестве лечения опиоидной наркомании бупренорфин первоначально получил наибольшее распространение во Франции, где он применяется с 1996 года. В 2002 году одобрен FDA для заместительной терапии героиновой наркомании в США. Терапия бупренорфином получает всё большее распространение в разных странах: в частности, она нашла применение в Австрии, Великобритании, Дании, Финляндии, Германии, Греции, Испании, Португалии, Италии, Швеции, Норвегии, Швейцарии, Польше, Чехии, Словакии, Словении, на Украине, в Австралии, причём в ряде стран она доступна в частной медицинской практике из-за относительной безопасности бупренорфина и меньшего риска незаконной утечки по сравнению с другими препаратами.
В некоторых странах (в частности, во Франции, в США) используется применяемый сублингвально препарат «Suboxone», который содержит бупренорфин и антагонист опиоидных рецепторов налоксон (в соотношении 4:1). Антагонистическое действие налоксона не проявляет себя при сублингвальном приеме в связи с низкой биодоступностью; однако в том случае, если больной наркоманией, принимающий «Suboxone», захочет повысить его наркогенный эффект путём внутривенного введения измельчённых и растворённых в воде таблеток, специфическое наркотическое действие не возникнет благодаря блокаде опиоидных рецепторов налоксоном, который обладает высокой биодоступностью при внутривенном введении и более сильным, чем у бупренорфина, сродством к μ-рецепторам.
Данные по Европе, Азии и Австралии показывают, что количество смертей, связанных с приёмом опиоидов, и число случаев инфекционных заболеваний, обусловленных внутривенным употреблением наркотиков, снизилось в результате введения в клиническую практику бупренорфина.

## Доступность бупренорфина
На практике существует ряд препятствий для получения терапии бупренорфином: недостаточная квалификация врачей, которым нужно пройти специальное обучение, чтобы получить право назначать бупренорфин, уровень доходов пациентов и др. Например, люди в преимущественно белых районах с высоким уровнем дохода города Нью-Йорка по состоянию дел на 2007 год имели больше шансов получить лечение бупренорфином, чем в районах с низким уровнем дохода, преимущественно населённых афроамериканцами и испаноязычными жителями. Имеют место и такие препятствия, как нехватка времени у врачей, недостаток уверенности в своей способности лечить опиоидную зависимость, юридические ограничения на количество пациентов, которых имеет право лечить врач с помощью бупренорфина, отрицательное отношение некоторых врачей к лечению агонистами опиоидных рецепторов, отсутствие информации у некоторых наркозависимых, куда обращаться за лечением, недостаточный охват лечения бупренорфином программой Медикейд и ряд других факторов.
Ограничивающим фактором для более широкого применения бупренорфина в заместительной терапии является цена препарата (бупренорфин существенно дороже, чем метадон).